# أوشيكو ديبوتسو
تمثال أوشيكو ديبوتسو (يوشيكو ديبوتسو) (باليابانية: 牛久大仏) هو تمثال لـ أميتابها بودا في مدينة أوشيكو في محافظة إيباراكي اليابانية. تم الانتهاء من بناءه عام 1993 ميلادي، ويبلغ الطول الكامل للتمثال 120 متر (390 قدم)، بما في ذلك قاعدة بطول 10 متر (33 قدم)، ومنصة اللوطس بطول 10 متر (33 قدم). حمل تمثال أوشيكو ديبوتسو الرقم القياسي كأطول تمثال في العالم بين عامي 1993 و2008، حتى تخطاه تمثال معبد ربيع بوذا الصيني بارتفاع 153 متر الذي شيد في 2008، ثم تخطاهم تمثال الوحدة عام 2018 في الهند بارتفاع 182 متر. تمثال أوشيكو ديبوتسو يصنّف من ضمن أطول خمسة تماثيل في العالم.